# Oscar Halldin

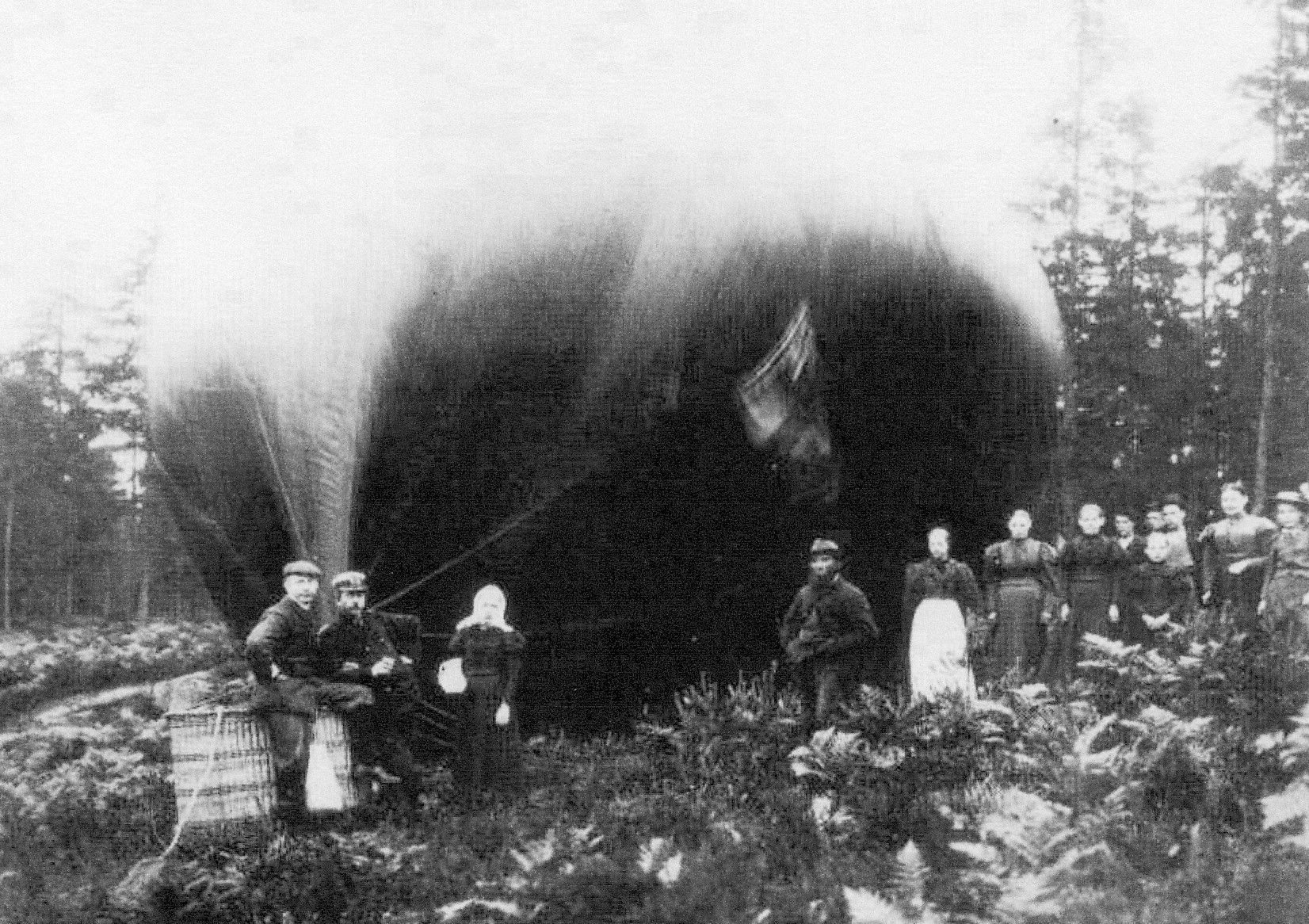
Oscar Halldin (vlevo) a Francisco Cetti u balónu Frithiof Nansen v Lerumu, 1898

Carl Oscar Halldin (3. května 1873, Stockholm - 9. května 1948, Bromma) byl švédský dokumentární a dvorní fotograf. Je považován za jednoho z prvních švédských novinářských fotografů a je známý svými fotografiemi ze vzduchu, leteckými snímky pořízenými z balónu.

## Vzdělání a raná léta
Oscar Halldin zahájil svou fotografickou kariéru jako student s pozdějším dvorním fotografem Hermanem Hamnqvistem v Karlskroně a ve společnosti Leverin & Co. Svůj první snímek prodal již v roce 1892 novinám Aller's Family Journal. V roce 1896 se stal ředitelem firmy Axel Lindahls fotografiaffär, která sídlila na adrese Riddargatan 4 ve Stockholmu, která později přešla pod společnost Wahlström & Widstrand. Podnik se specializoval na fotografie pořízené z balónu a šířil velké množství fotoalb s pohledy na Švédsko. V roce 1911 společnost převzal sám Halldin a v roce 1912 se také stal dvorním fotografem. Po roce 1912 byl aktivní pouze jako studiový fotograf.

## Reportážní fotograf
Oscar Halldin je považován za jednoho z prvních švédských reportážních fotografů, který vešel v mezinárodní známost řadou fotografií ze stockholmské výstavy 1897. Dokumentoval letní olympijské hry 1896 v Athénách a Stockholmu v roce 1912 a mimo jiné podával obrazové zprávy ze Spetsbergenu v roce 1910. Jeho fotografie byly charakteristické čistou dokumentární podstatou a zastupovaly fotografický směr, který propagoval čistý, nemanipulovaný fotografický obraz.
Mezi dochovanými Halldinovými snímky jsou také dvě nejstarší panoramatické fotografie Stockholmu, které pořídil na počátku 20. století metodou daguerrotypie. Původní skleněné desky již neexistují, ale Halldinovy fotografie lze najít ve stockholmském městském muzeu.

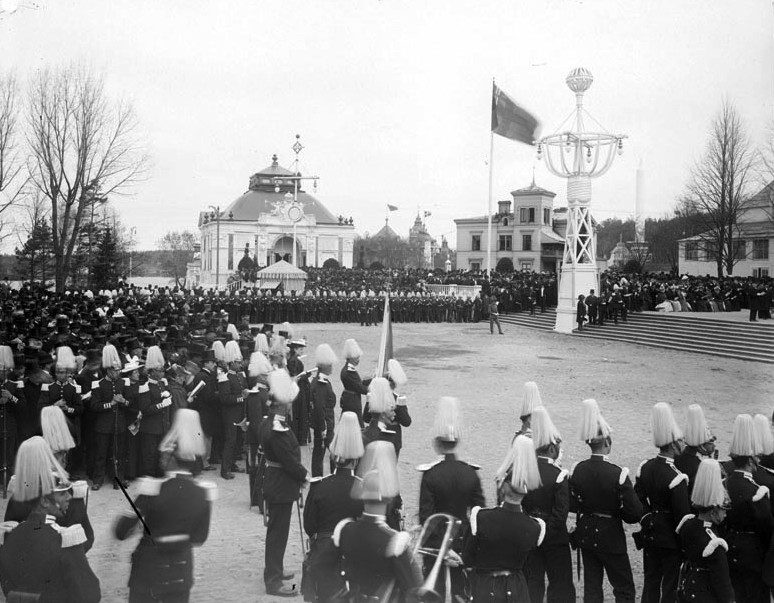
Stockholmská výstava, slavnostní zahájení, 15. května 1897
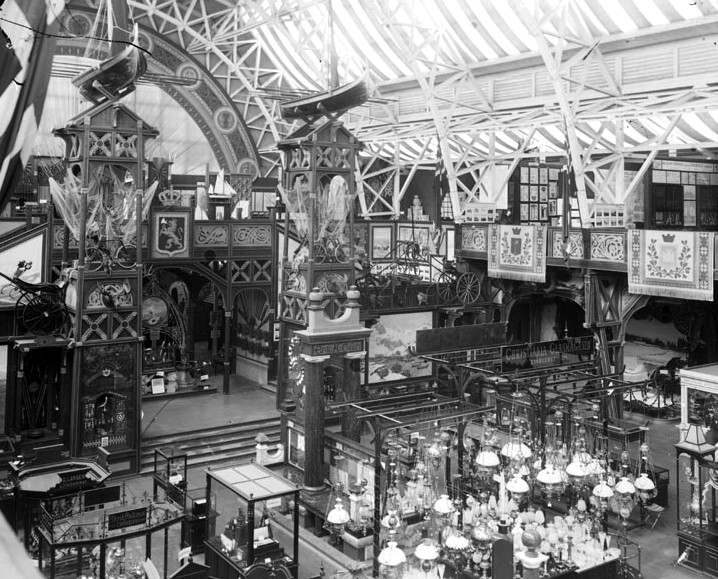
Stockholmská výstava, Industrial Hall, 1897
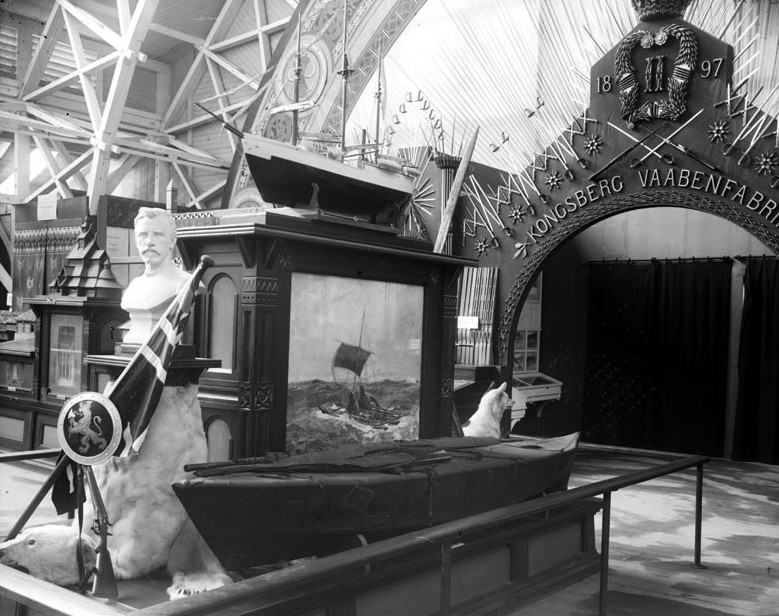
Stockholmská výstava, Nansen, 1897

## Balónová fotografie
Halldin se však stal nejznámějším svými balónovými fotografiemi, které pořídil v letech 1897–1898. Tyto obrazy byly hlavně dokumentární povahy, ale staly se pozoruhodně přesnými i pro dnešní experty. Jeho balónové snímky jsou považovány za nejdůležitější letecké fotografie před tím, než fotograf Oscar Bladh ve dvacátých letech začal celostátní obrazovou dokumentaci z letadel.
Aby bylo možné fotografovat s objemnou kamerou pro 24×30 cm skleněné fotografické desky, namontoval Halldin na gondolu věšák, na kterém visela fotografická kamera svisle dolů a „mohla, pokud to bylo nutné, fotografovat pod mírným úhlem vpřed“. Ve fotografickém časopisu Fotografisk tidskrift č. 178 z roku 1899 vyprávěl o svých technických a praktických problémech v souvislosti s balónovým výletem o rok dříve. Společně s norským aeronautem Francescem Cettim Forsbergem létali v balónu Balloon Captive nad Stockholmem:
| „ | Postup v tomto úkonu byl velmi těžkopádný. Kapitán Cetti seděl na opačném konci koše, než na kterém jsem byl já. Musel se naklonit co nejvíce přes opačný okraj koše, abychom se nepřevrhli. Mezitím mě Cetti držel za nohy, aby zabránil mému příliš spěšnému návratu na Matičku Zemi. Z dvanácti desek, které jsem pořídil, jedenáct uspělo velmi dobře... | “ |

Některé ze skleněných desek o velikosti 24×30 cm, které byly při této příležitosti exponovány, jsou ve sbírkách Městského muzea ve Stockholmu.

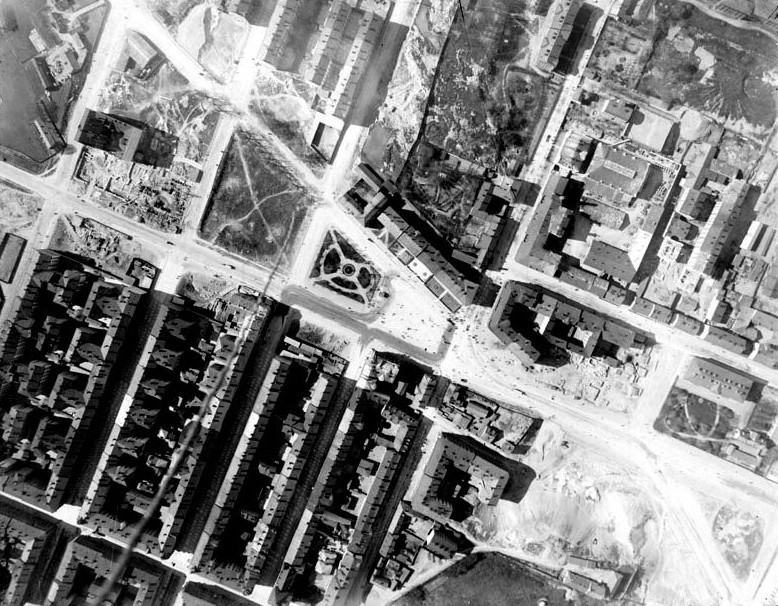
Odenplan
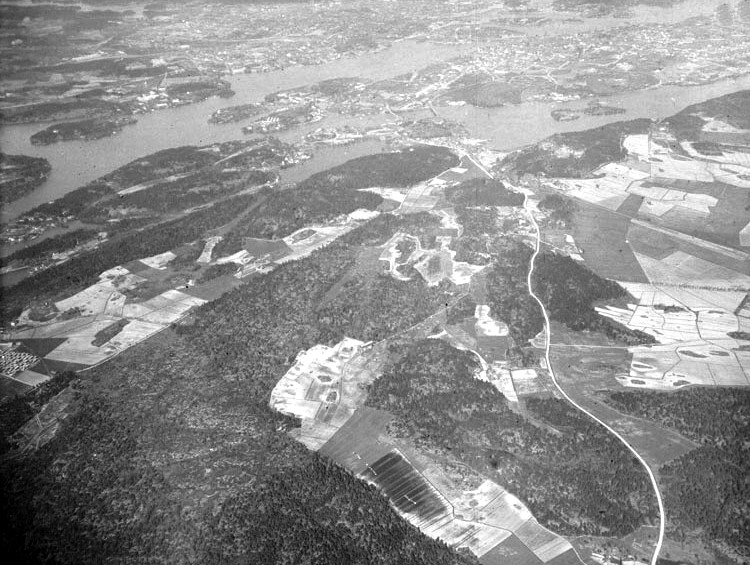
Jižní Stockholm a silnice Södertalje
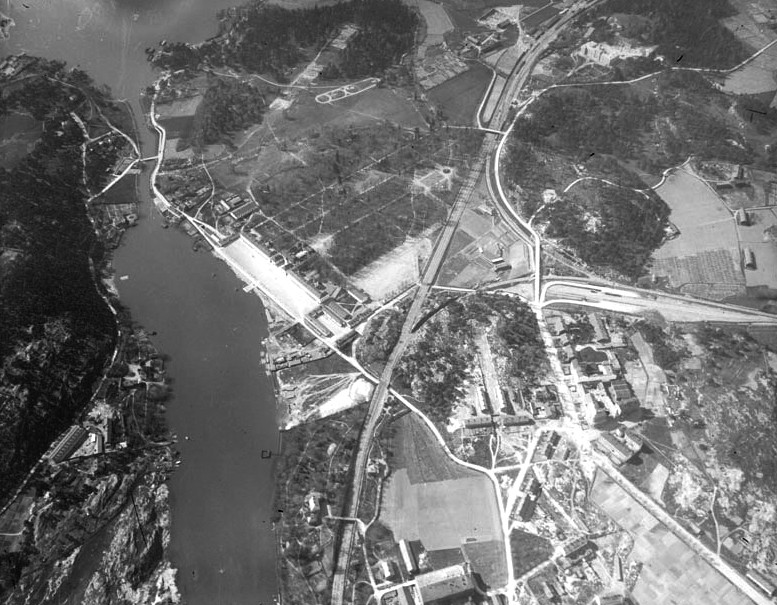
Jezero a hrad Karlberg

Jeden z nejpozoruhodnějších balónových snímků, které Halldin provedl při svém letu nad Stockholmem v roce 1898, je obrázek oblasti v okolí Odenplanu, asi z výšky 300 metrů. Na stejné cestě Halldin vyfotografoval z výšky asi 1000 metrů nad silnicí Södertalje směrem na Stockholm. Světlou čárou přímo nad obrázkem je silnice Södertalje, světlou oblastí nalevo je Aspudden a vedle něj je Hägerstensåsen. Vpravo je obrovské pole Årsta. Další balónová fotografie ukazuje Stockholm těsně před přelomem 19. století. Je zde pohled na oblast Karlbergu s jezerem Karlberg přímo dolů a hrad Karlberg uprostřed, nová železnice se rozprostírá diagonálně doprava přes snímek.
Dne 6. července 1898 letěl Francisco Cetti a Oscar Halldin v Göteborgu s balónem Frithiof Nansen, se záměrem pořídit podrobnou dokumentaci Stockholmu. Halldin se pokusil fotografovat, ale během většiny letu byla zvýšená oblačnost. Přistání proběhlo asi 3 km východně od lokality Lerum. Přispěchali k nim místní obyvatelé a pózovali s Halldinem a Cettim před balónem.

## Galerie

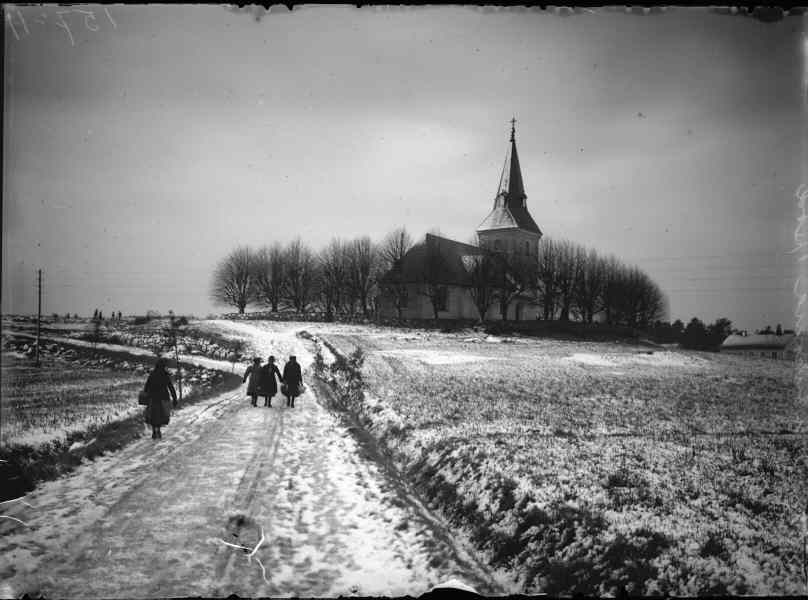
Överenhörna kyrka, 1904-1906
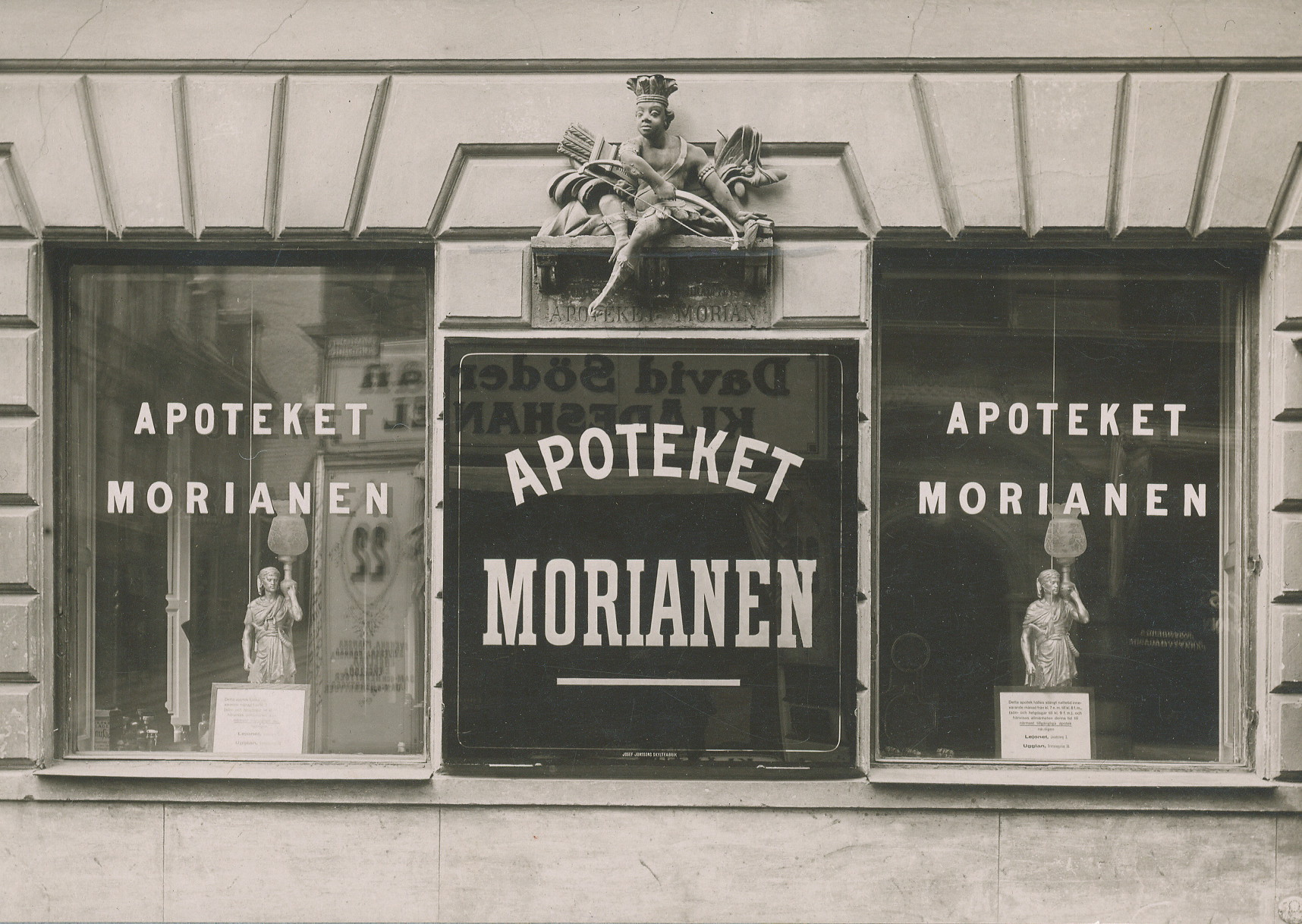
Lékárna Morianen, 1900
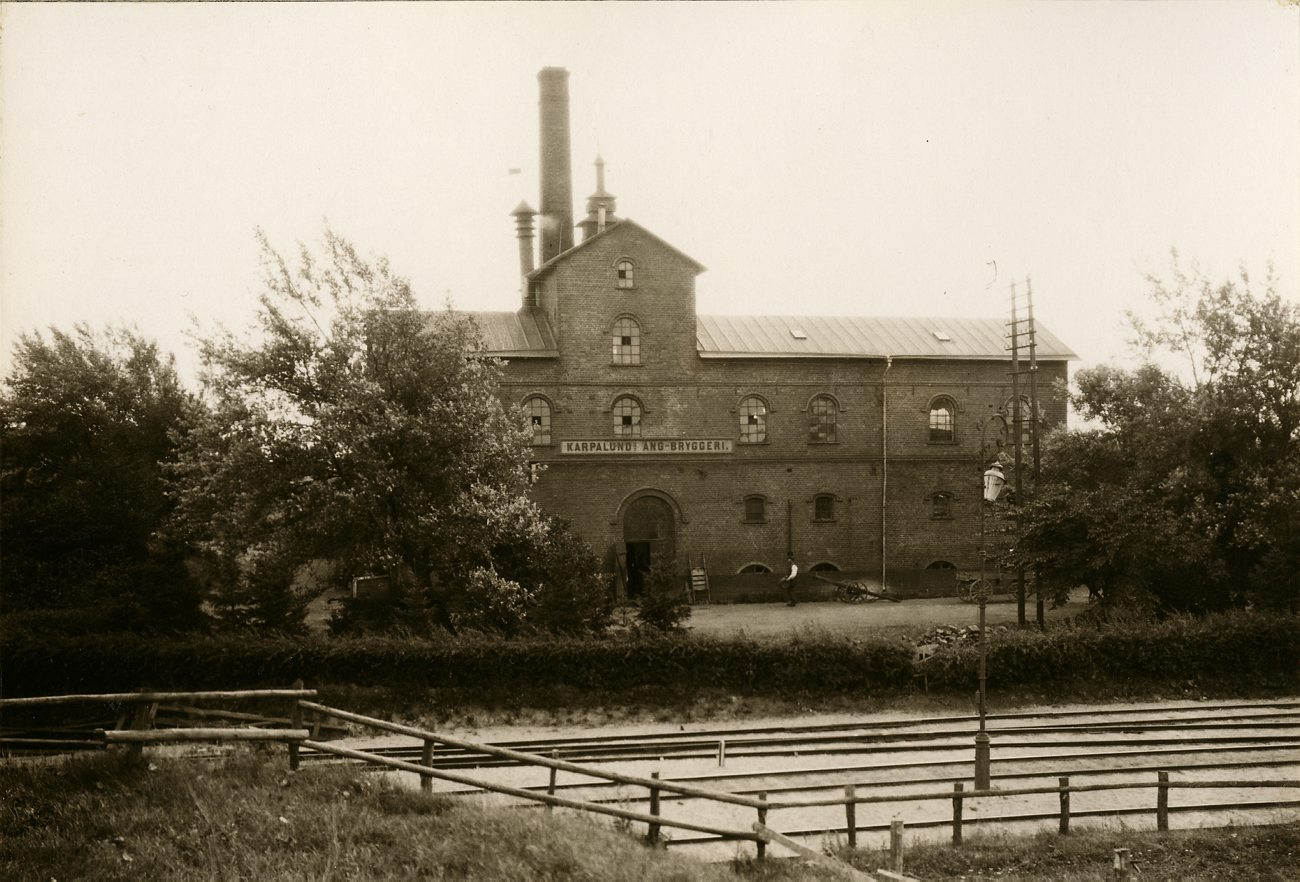
Karpalunds Ångbryggeri, asi 1900
Stockholm, Blasieholmen, Sjöhistoriska museet, 1904
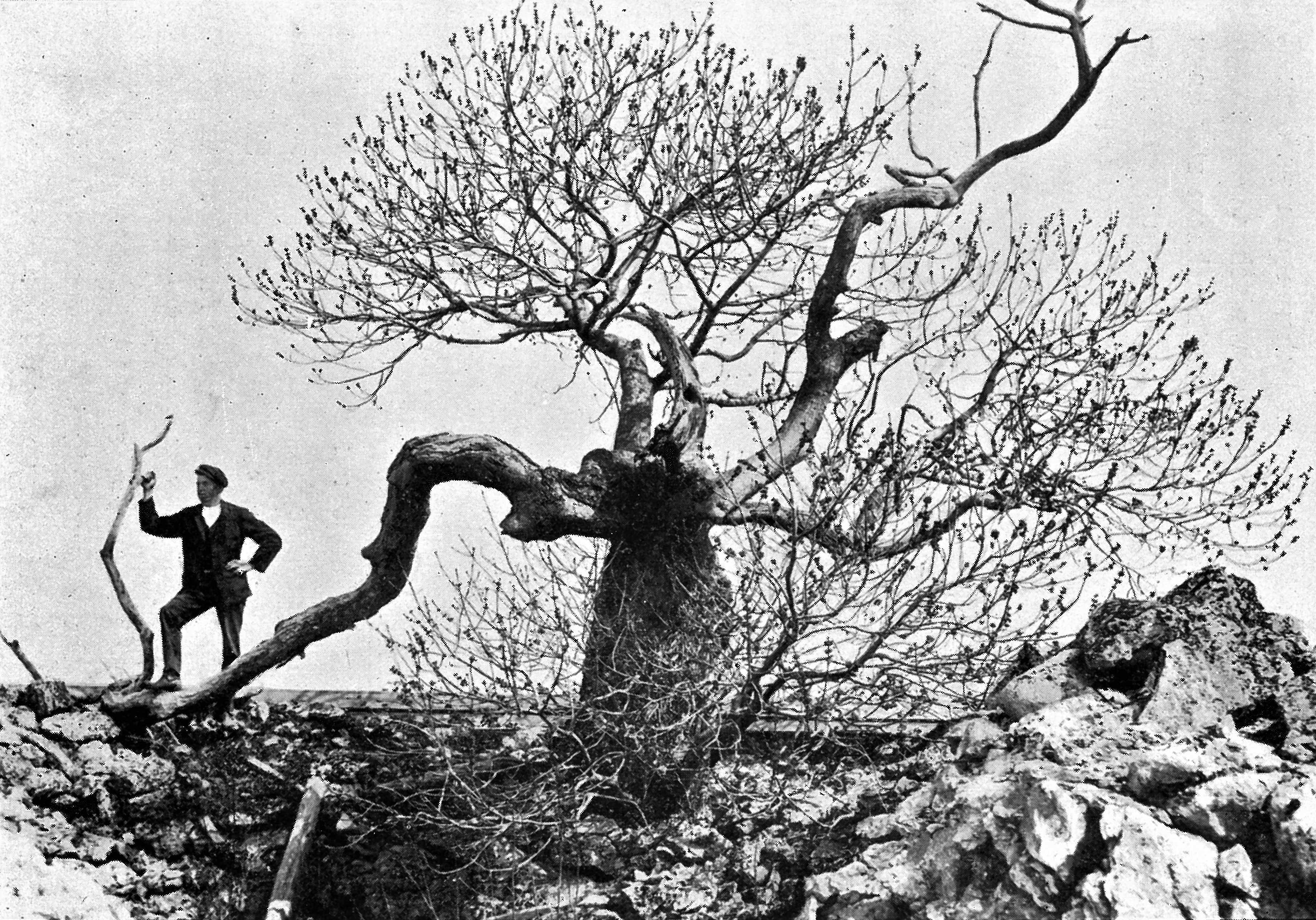
Linnés ask i Rojsu på Stora Karlsö, 1915
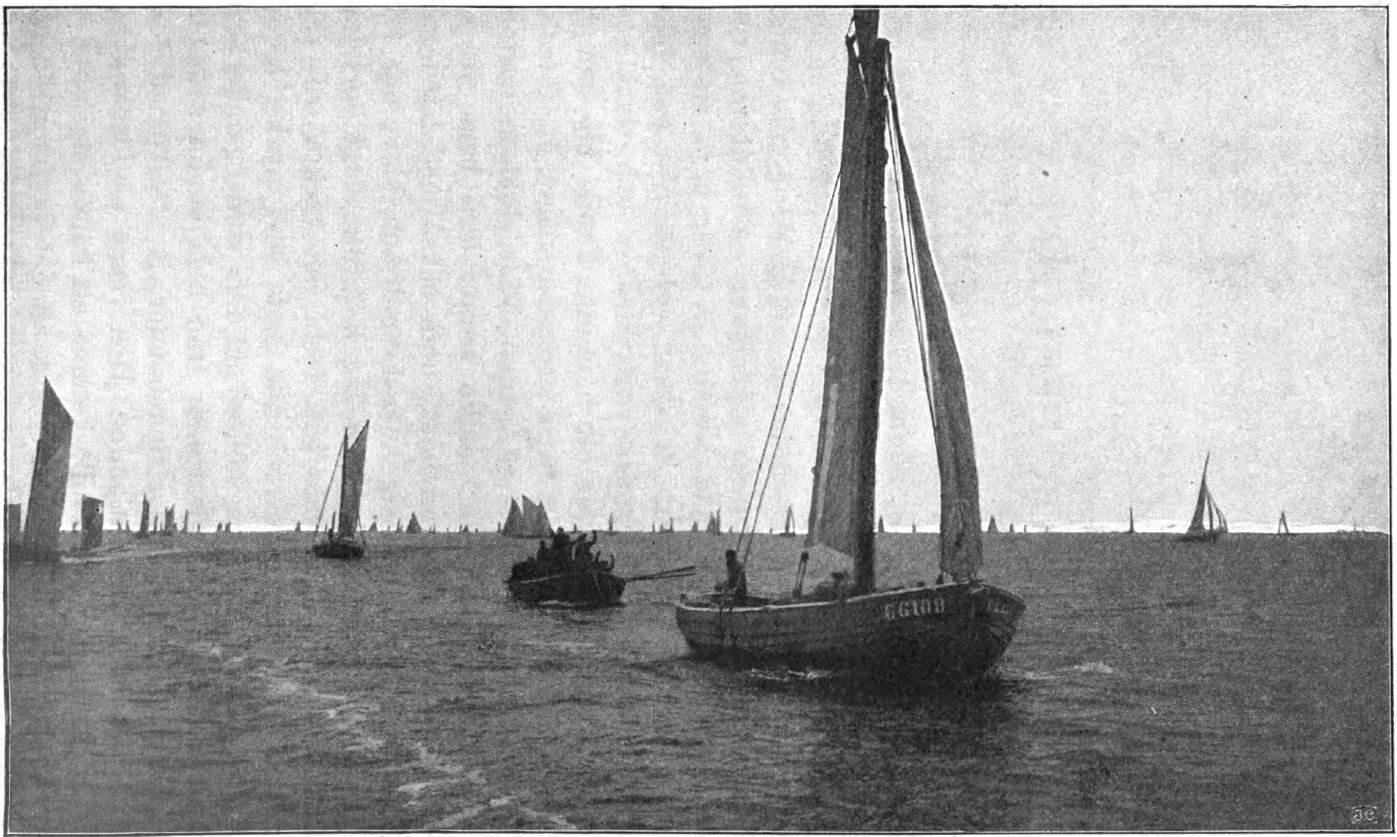
Nils Holgersson band, 1908
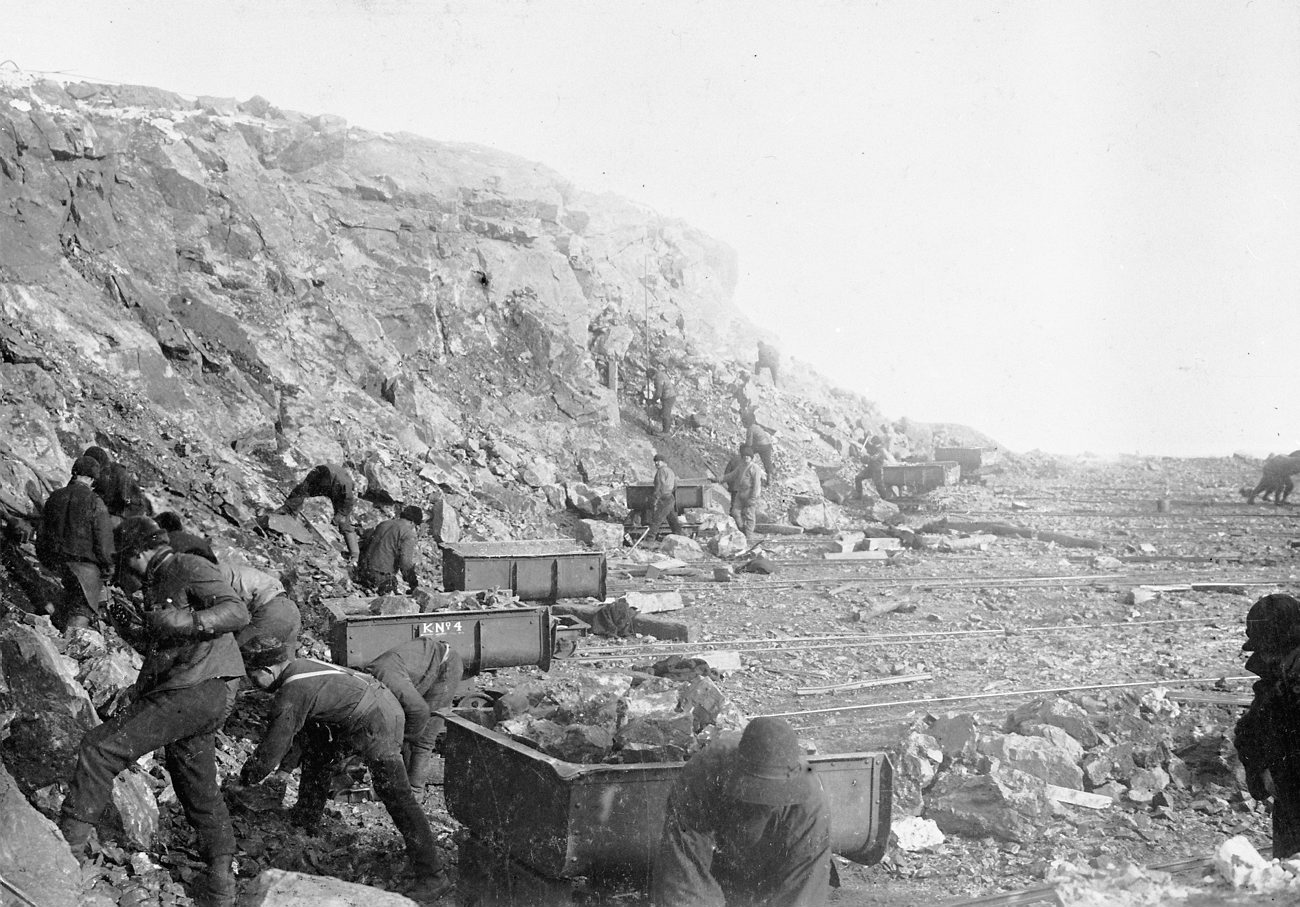
Malmbrytning, Kiruna, 1900
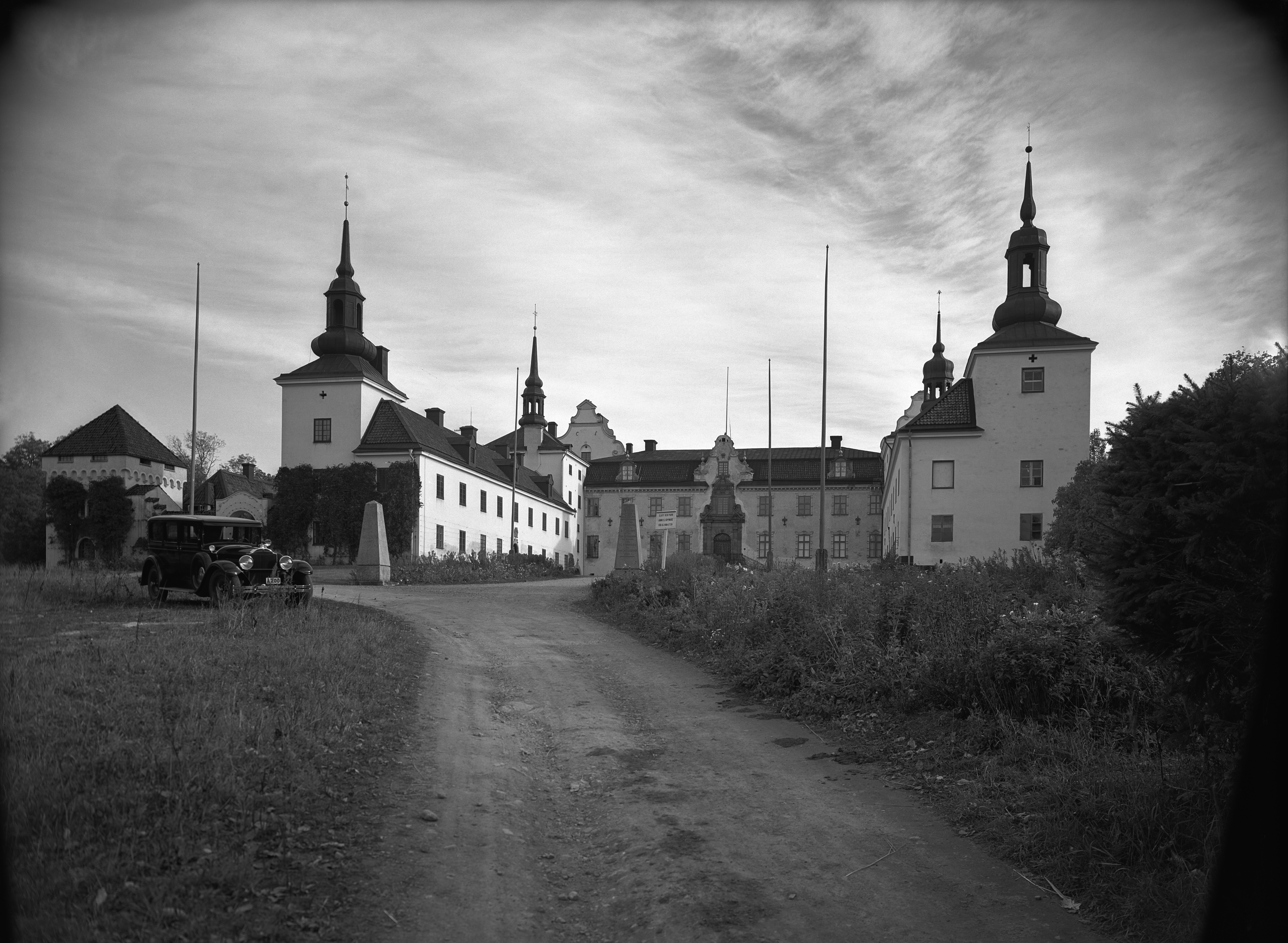
Tyresö slott, 1925-1931
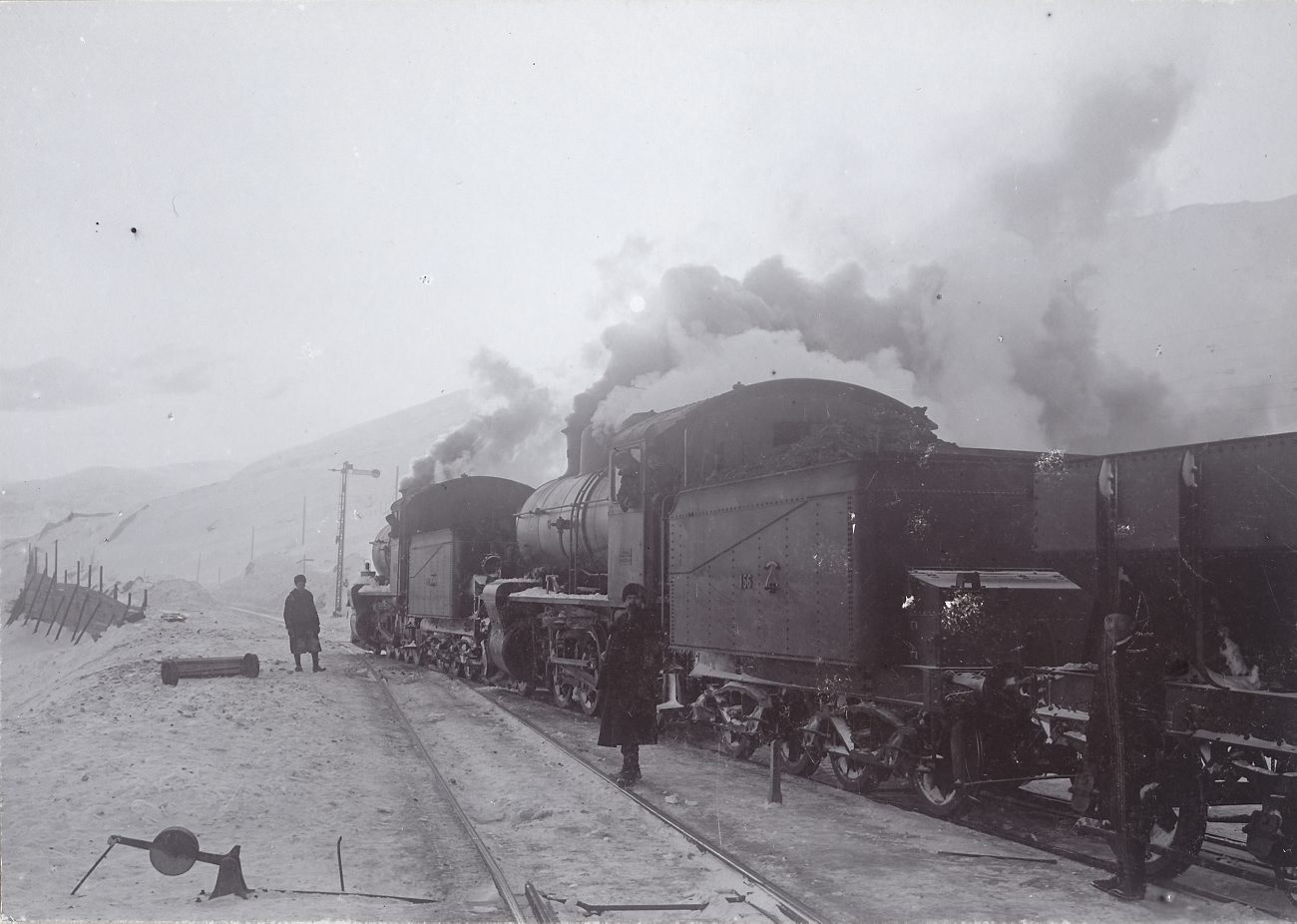
Parní lokomotivy, Riksgränsen, 1903
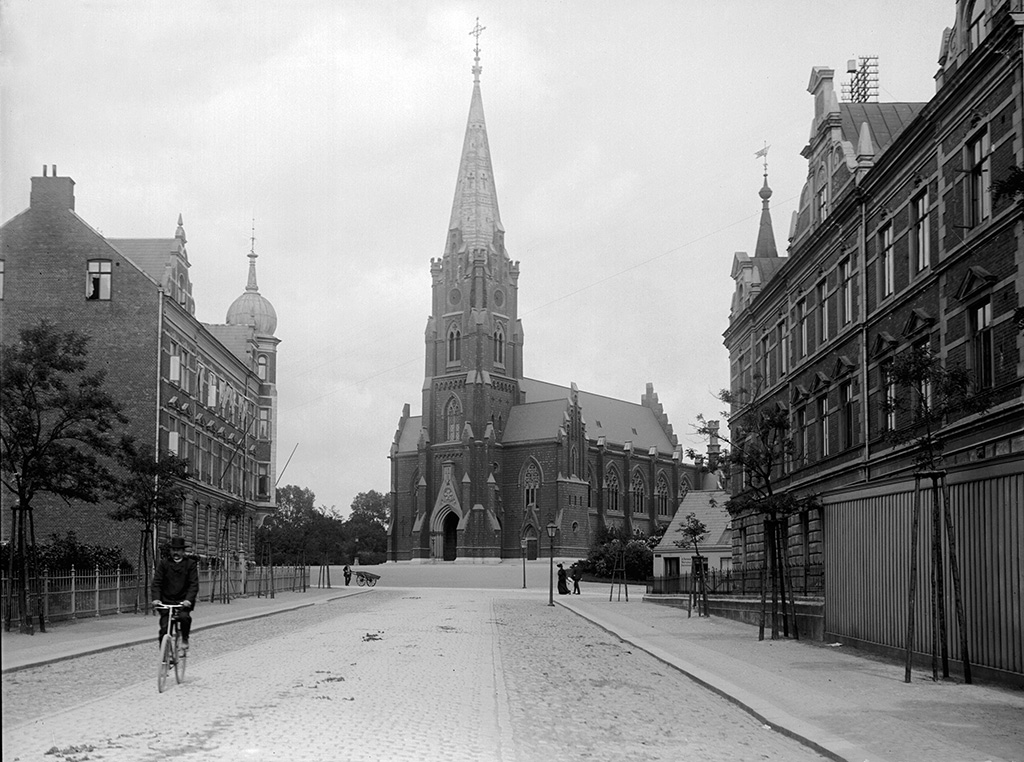
Kostel Allhelgonakyrkan, Lund, Skåne, 1891
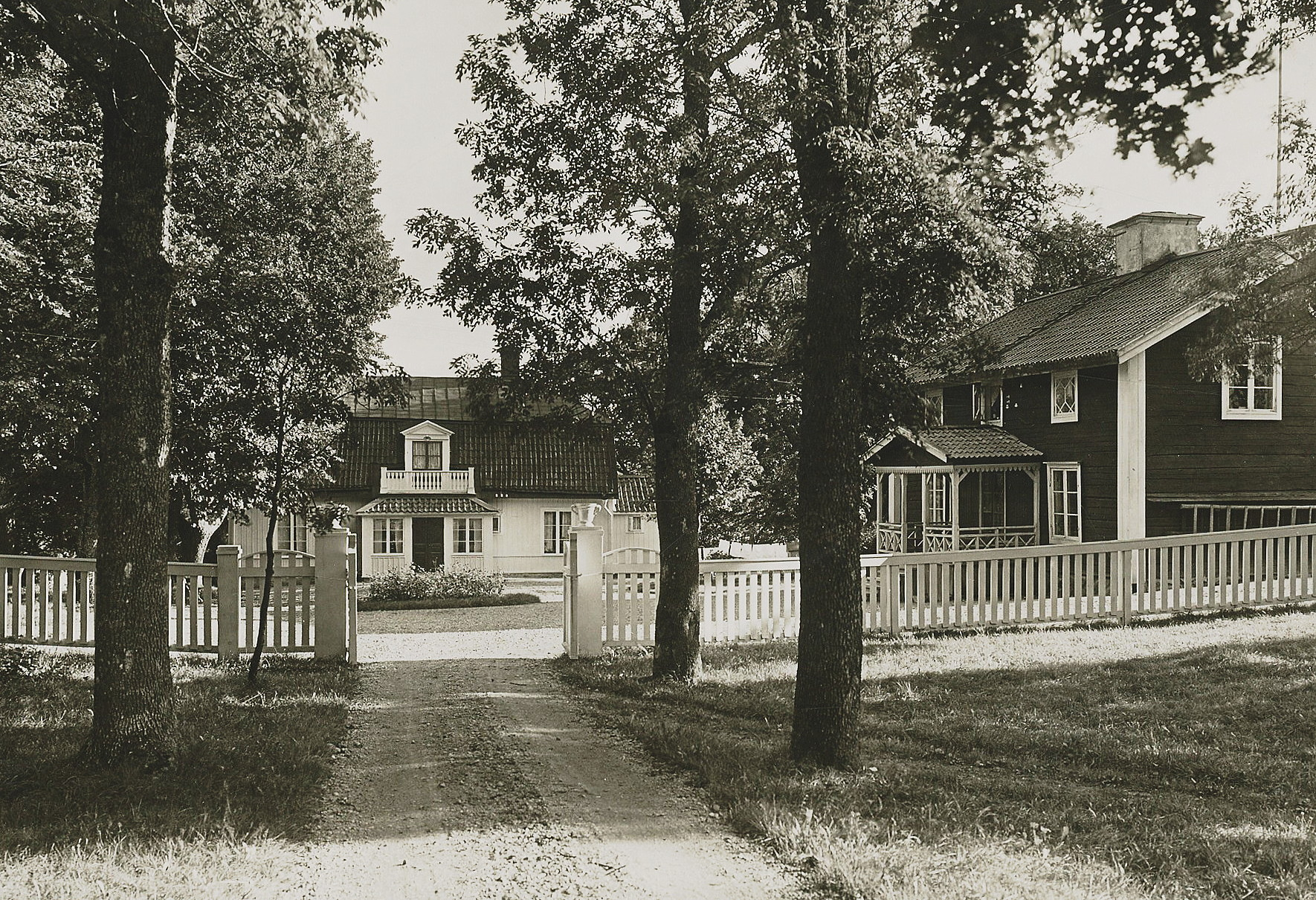
Skönstavik, 1927